# SNCASE Languedoc
SNCASE SE.161 Languedoc je bilo francosko štirimotorno propelersko potniško letalo. Zasnovan je bil na podlagi  Blocha MB.160. Načrtovanje se je začelo leta 1937, prvič je poletel decembra leta 1939 in je bil v uporabi do zgodnjih 1960ih. Uporabljal se je kot civilno in vojaško letalo.
Verziji Bloch 161-01 in SE.161/1 so poganjali štirje zvezdasti motorji Gnome-Rhône 14N vsak s 1020KM, verzijo SE.161/P7 pa štirje močnejpi zvezdasti Pratt & Whitney R-1830 Twin Wasp, vsak 1220 KM. 

## Operaterji
Egipt
- Misrair

 Francija
- Air France
- Compagnie Air Transport
- Francoske letalske sile
  - EARS 99
  - GT I/61 "Maine"
- Francoska mornarica
  - Escadron 31S
  - Escadron 10S
  - Escadron 54S
  - Escadron 56S

 Libanon
- Air Liban

 Maroko
- Air Atlas

 Poljska
- LOT Polish Airlines

 Španija
- Aviaco

 Tunizija
- Tunis Air

## Specifikacije(SE.161/1)
- Posadka: 5
- Kapaciteta: 33 potnikov
- Dolžina: 24,26 m (79 ft 7 in)
- Razpon kril: 29,39 m (96 ft 5 in)
- Višina: 5,14 m (16 ft 10 in)
- Površina kril: 111,32 m2 (1198 ft2)
- Prazna teža: 12651 kg (27891 lb)
- Gros teža: 20577 kg (45320 lb)
- Motor: 4 × Gnome-Rhône 14N 44/45 zvezdasti motor, 858 kW (1150 KM) vsak

- Največja hitrost: 440 km/h (274 mph)
- Dolet: 3200 km (1989 milj)
- Višina leta (servisna): 7200 m (23616 ft)